# Pięć łatwych utworów
Pięć łatwych utworów (ang. Five Easy Pieces) – amerykański film obyczajowy z 1970 roku w reżyserii Boba Rafelsona, zrealizowany na podstawie powieści Carole Eastman. Zdjęcia kręcono w Kalifornii, kanadyjskiej Kolumbii Brytyjskiej oraz w Eugene i Portlandzie w stanie Oregon.

## Fabuła
Robert Dupea pochodzi z dobrej rodziny. Jest utalentowanym pianistą, ale nie myśli o karierze i stabilizacji. Pracuje przy wydobyciu ropy naftowej. Ma dziewczynę Rayette, która jest kelnerką. Ma poczucie, że powinien być (i jest!) kimś więcej, że zasłużył na coś wyższego niż rutynowa, fizyczna praca czy pranie brudnych pieluch dziecka. Nie potrafi jednak określić, kim ma być, czego chce, nie ma planu na przyszłość. Ciągle ucieka przed wszystkim, nie może nigdzie zagrzać miejsca. Zdradza Rayette, rzuca pracę. Ale próby wyrwania się z prozy życia i pustki spełzają na niczym...

## Obsada
- Jack Nicholson – Robert Eroica Dupea
- Karen Black – Rayette Dipesto
- Billy Green Bush – Elton
- Fannie Flagg – Stoney
- Sally Struthers – Betty
- Marlena MacGuire – Twinky
- Lois Smith – Partita Dupea
- Helena Kallianiotes – Palm Apodaca
- Toni Basil – Terry Grouse

## Nagrody i wyróżnienia
Film otrzymał 4 nominacje do Oscara w roku 1970 w następujących kategoriach:
- najlepszy film
- scenariusz oryginalny
- główną rolę męską – Jack Nicholson
- drugoplanową kobiecą – Karen Black

Film zdobył Złoty Glob w 1970 roku dla najlepszej aktorki drugoplanowej – Karen Black. Poza tym otrzymał nominacje w kategoriach:
- za najlepszy dramat
- reżyserię
- scenariusz
- główną rolę męską w dramacie – Jack Nicholson